# 尖瓣海莲
尖瓣海莲（学名：Bruguiera sexangula var. rhynchopetala）为红树科木榄属下的一个变种。

## 扩展阅读
- 維基物種上的相關：尖瓣海莲